# Iorgu Steriu
Iorgu Steriu (n. 1873, Pleasa⁠(en)[traduceți], Imperiul Otoman — d. 31 august 1947, București, România) a fost un priceput comerciant și proprietar de restaurante aromân (fărșerot) din prima jumătate a secolului XX din București. Machedon capabil, în tot ceea ce a întreprins Steriu a dat dovadă de curaj și de o rara energie, ajungând în fruntea fărșeroților si a coloniei aromânești din București.
Conform celor consemnate de profesorul Rostás Zoltán din amintirile lui Anastase Nasta, pe plan politic Steriu a ocupat funcția de prim-ajutor (viceprimar) al primarului Capitalei.

## Biografie

### Familia
Tatăl său Constantin (Costa) a fost consemnat ca fiind primar în Armiro din Tesalia, Grecia în 1874-1875 (tot în același an acesta apare însă și deținând o cafenea precum si ca arendaș at hotelului „Patria” din București).
Pe lângă un fiu, Iorgu Steriu a avut și o fiică, aceasta căsătorindu-se tot cu un aromân numit Țovaru, medic.

### Cariera
Și-a început activitatea comercială în 1892 cu negoțul de coloniale, vândute pe Lipscani și în alte centre (Pasajul Villacrosse, Hotel de France, Calea Moșilor, strada Doamnei, Calea Rahovei, strada Academiei, Regală, Capul Podului, la Șosea și pe strada Carol). Prin anul 1897 acesta deținea deja restaurant și berărie, pentru ca în 1916 să fie proprietarul unui restaurant renumit, numit „Carpați” (situat pe locul actualului bloc cu Librăria Eminescu). Alte restaurante pe care le-a deținut au fost pe Calea Victoriei colț cu Știrbey Vodă și pe strada Câmpineanu.
Cea mai de seamă realizare a sa a fost însă grădina-restaurant „Luzana”.
Pe vremuri, terenului pe care s-a construit restaurantul lui Steriu i s-a mai spus și „Grădina de sub Mitropolie”, din ea desprizându-se pe lângă proprietatea aromânului și grădina-restaurant „Pariziana”. Clădirea grădinii-restaurant „Luzana” a fost începută în 1919 și a fost finalizată în 1927, fiind construită după planurile ginerelui lui Steriu – Achile Ghiaciu. Avea o suprafață de 4.300 m2și o instalatie mecanică unica în România acelor vremuri (cu fabrică de gheață și spălătorie mecanică de rufe și vase), iar salonul restaurantului era minunat decorat. Situată pe strada 11 iunie între Mitropolie și Parcul Carol I, la data deschiderii era printre cele mai dotate din epocă, fiind frecventată des de protipendada bucureșteană (actual clădirea este sediul Centrul Cultural pentru UNESCO „Nicolae Bălcescu”).

### Relația cu aromânii din Balcani
Fiind aromân de origine, s-a dovedit a fi un mare filantrop și sprijinitor al cauzei românești în Balcani. Pictura și catapeteasma bisericii românești din orașul Corița (Korça, Albania astăzi) – situat lângă Pleasa, au fost executate la București pe cheltuiala sa, iar prin 1923 acesta a fost înregistrat ca înzestrând școala din Vodena (situată în zona Macedoniei, localitate astăzi cu numele de Edessa, din Grecia) cu o bogată bibliotecă populară. De asemenea, este menționat ca fiind cel care a suportat financiar icoanele (catapeteasma) de la biserica aromână din Sofia, Sfânta Treime.
S-a aflat, de asemenea, în Consiliul Societății de Cultură Macedo-Română.

## Note

Meniu personalizat al restaurantului „Luzana”